# ジャラッド・ブランスウェイト
ジャラッド・ポール・ブランスウェイト（Jarrad Paul Branthwaite . 2002年6月27日 - ）は、イングランド・カンブリア州カーライル出身のサッカー選手。プレミアリーグ・エヴァートン所属。イングランド代表。ポジションはDF。

## クラブ経歴
ユース時代を地元のカーライル・ユナイテッドFCで過ごし、2019年3月に16歳でトップチームに昇格。同月16日のEFLリーグ2 (4部リーグ)のフォレストグリーン・ローヴァーズFC戦にベンチ入りし、以降トップチームに定着。2019-20シーズンにプロデビューした。
2020年1月13日、エヴァートンFCと2022年までの契約を締結。4部リーグから一気にプレミアリーグに昇進したことで注目を集める。加入後ユースリーグでプレーし、6月にトップチームに昇格。7月12日のウルヴァーハンプトン・ワンダラーズFC戦で、後半開始からの交代出場でプレミアリーグ初出場。同月20日のシェフィールド・ユナイテッドFC戦では移籍後初先発出場し、1-0で勝利。更に2019-20シーズン最終戦となった27日のAFCボーンマス戦では、本拠地グディソン・パークデビューを果たしたものの、試合は1-3で敗れた。
2021年1月15日、ブラックバーン・ローヴァーズFCへシーズン終了までのレンタル移籍。2021-22シーズンはエヴァートンへ復帰。2021年12月16日のチェルシーFC戦でプレミアリーグ初ゴールを決めた。
2022年7月17日、PSVアイントホーフェンへレンタル移籍。
2023年6月30日、PSVアイントホーフェンへのレンタル移籍が終了し、2023-24シーズンはエヴァートンへ復帰。同年10月6日には、2027年6月末までの4年契約を新たに締結したことが発表された。

## 代表経歴
2024年6月3日、ボスニア・ヘルツェゴビナ代表との親善試合でイングランド代表デビューを果たした。

## タイトル

### クラブ
PSV
- KNVBカップ: 2022-23

### 代表
イングランド U-21
- UEFA U-21欧州選手権: 2023